# Dermomurex neglectus
Dermomurex neglectus is een slakkensoort uit de familie van de Muricidae. De wetenschappelijke naam van de soort is voor het eerst geldig gepubliceerd in 1971 door Habe & Kosuge.